# (11347) 1997 AG21
1997 أي جي 21 (ويعرف أيضًا باسم (11347) 1997 أي جي 21 وفق تسمية الكوكب الصغير) (بالإنجليزية: 1997 AG21)‏ هو كويكب ضمن حزام الكويكبات؛ وترتيبه 11347 من حيث الاكتشاف.
اكتُشف هذا الجُرم الفلكي بواسطة هيروشي كانيدا في 9 يناير 1997.

## وصلات خارجية
- (11347) 1997 AG21 في قاعدة بيانات مختبر الدفع النفاث لأجرام النظام الشمسي الصغيرة

- الاكتشاف · مخطط المدار ·  العناصر المدارية · المعلمات المادية

- (11347) 1997 AG21 على موقع ويكي سكاي: DSS2, SDSS, GALEX, IRAS, Hydrogen α, X-Ray, Astrophoto, Sky Map, Articles and images